# William Dalrymple

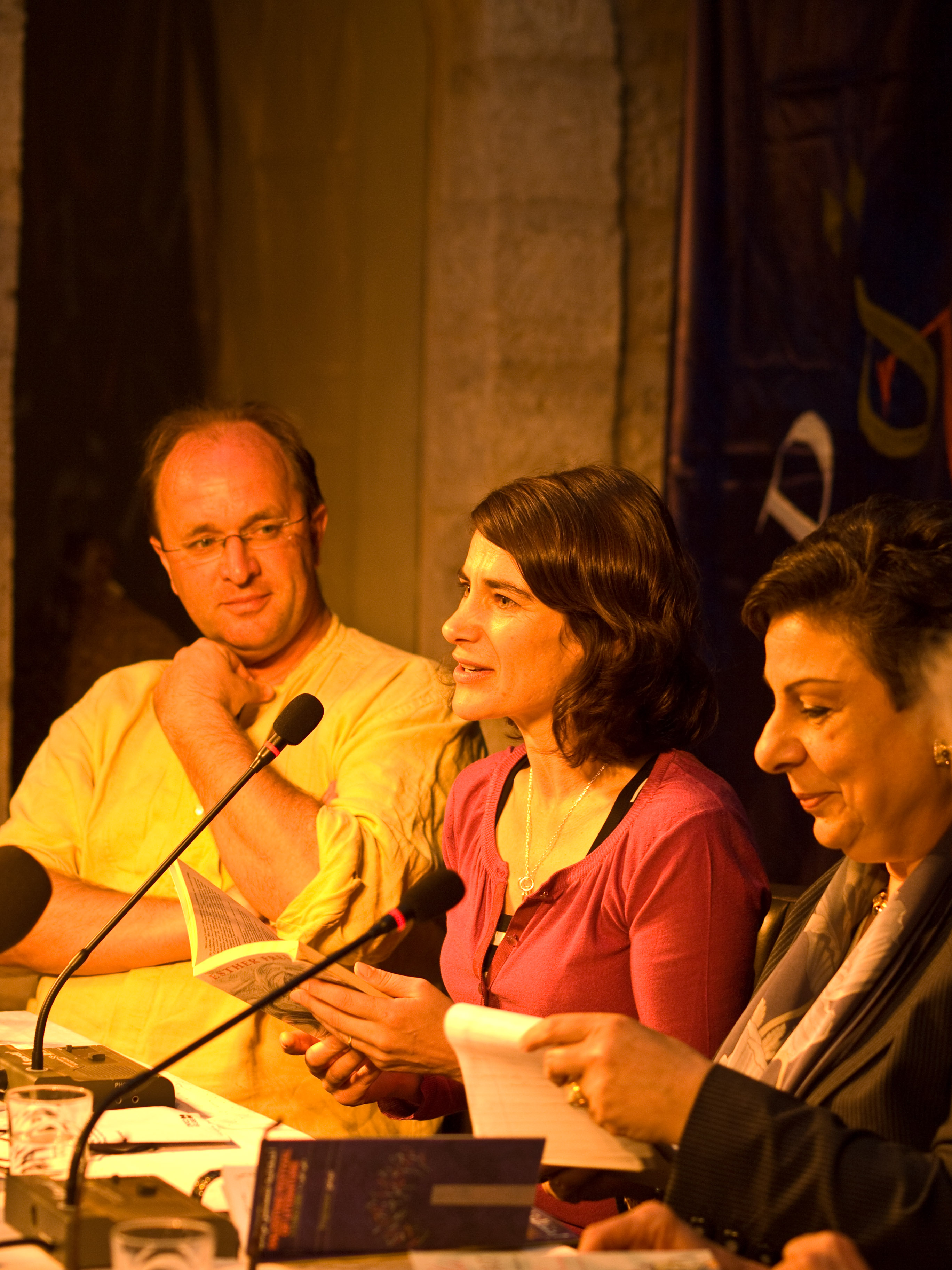
William Dalrymple (2008)

William Dalrymple, född 20 mars 1965, är en skotsk historiker.

## Biografi
Dalrymple föddes som William Hamilton-Dalrymple, son till Sir Hew Hamilton-Dalrymple. Han studerade vid Ampleforth College och Trinity College, Cambridge, där han läste historia.  
Dalrymple är gift med artisten Olivia Fraser och har tre barn.
Dalrymple har intresserat sig för Indien, Pakistan, Mellanöstern, Mogulriket, den Muslimska världen och den tidiga östliga kristendomen. Hans första tre böcker var reseböcker baserade på hans resor i Mellanöstern, Indien och Centralasien.
Senare har Dalrymple givit ut en bok med essäer om Sydasien och två berättelser om samspelet mellan britterna och mogulerna mellan 1700- och mellersta 1800-talet. 
Han bidrar regelbundet till The New York Review of Books, The Guardian, New Statesman och The New Yorker.
Han är grundare till och en av ledarna för Jaipur Literature Festival tillsammans med författaren Namita Gokhale.   
Dalrymple tillbringar större delen av året i New Delhi, men sommarhalvåret i London och Edinburgh.

## Radio och TV
Dalrymple har skrivit och presenterat en TV-serie i sex delar, Stones of the Raj samt en serie i tre delar, Indian Journeys och Sufi Soul.
Stones of the Raj berättar historien bakom en del av det brittiska Indiens koloniala arkitektur. De olika delarna i TV-serien är Lahore, Calcutta, The French Connection, The Fatal Friendship, Surrey In Tibet och avslutas med The Magnificent Ruin.
Trilogin Indian Journeys består av tre entimmasavsnitt, Shiva’s Matted Locks där man undersöker Ganges källa och Dalrymple beger sig på en resa till Himalaya. Andra delen, City Of Djinns, är baserad på hans resebok med samma namn och utforskar Delhis historia och sista delen, Doubting Thomas, reser Dalrymple till den Indiska delstaten Kerala och Tamil Nadu.
Han har även gjort en historisk serie i sex delar, The Long Search för brittiska Radio 4.  

### Utgivet på svenska
- Till Xanadu i Marco Polos fotspår 1994
- Från det heliga berget 2001

## Priser och utmärkelser
- Duff Cooper prize 2006 för The last mughal